# Chapelle Saint-Quirin de Brech
La chapelle Saint-Quirin de Brech est située au lieu-dit Saint-Guérin, appartenant à la commune de Brech, dans le Morbihan.

## Historique
La chapelle est bâtie en 1676 et présente une architecture rurale classique.

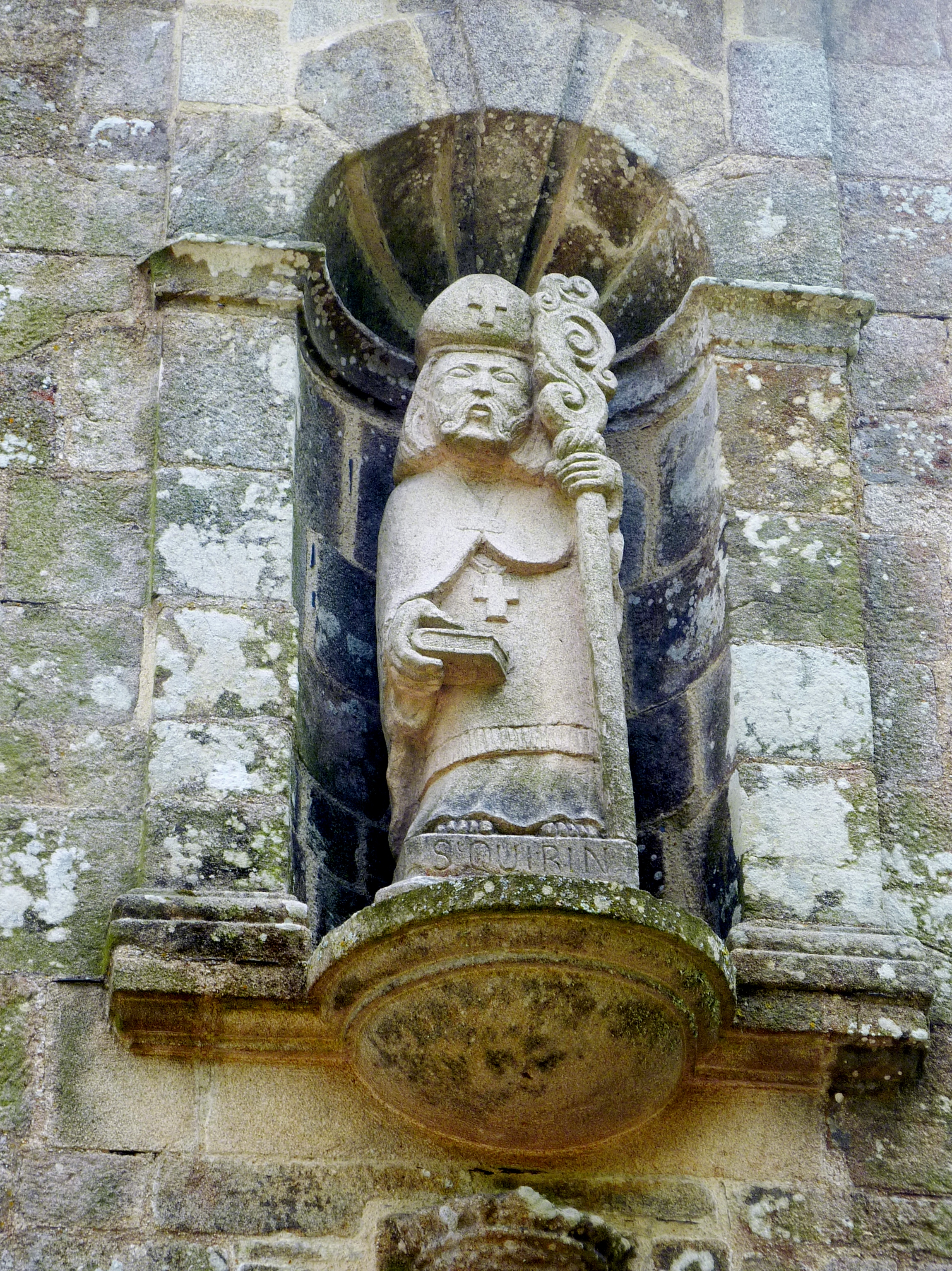
Chapelle Saint-Quirin : statue de saint Quirin située sur la façade de la chapelle.

Le saint à laquelle cette chapelle est dédiée est incertain : saint Guénin ? saint Quirin ? un saint breton dénommé Quiry ou Kiri ? la divinité romaine Quirinus (le village de Saint-Guénin était habité à l'époque gallo-romaine) ?
La fontaine de dévotion de Saint-Quirin, située à proximité, date du XVIIe siècle, mais a été restaurée en 1890 ; la statue en granite de saint Quirin a été placée à côté en 1998.
Cette chapelle et sa fontaine ont longtemps fait l'objet d'un pèlerinage fréquenté avec son cortège de miracles : les pèlerins faisaient plusieurs fois le tour de la chapelle, priaient à l'intérieur, assistant à la messe et communiant, puis se rendaient à la fontaine, lavant leur membre malade dans la piscine qui avait été aménagée et buvant l'eau de la fontaine ; on dit que certains revenaient guéris à la chapelle. Le sanctuaire attirait des pèlerins qui souffraient de maux non guéris alors par la médecine : fièvres, rhumatismes, problèmes oculaires ou locomoteurs, etc. Un cahier des miracles (contenant un récit de 81 miracles) de Saint-Quirin a été tenu entre 1670 et 1770.

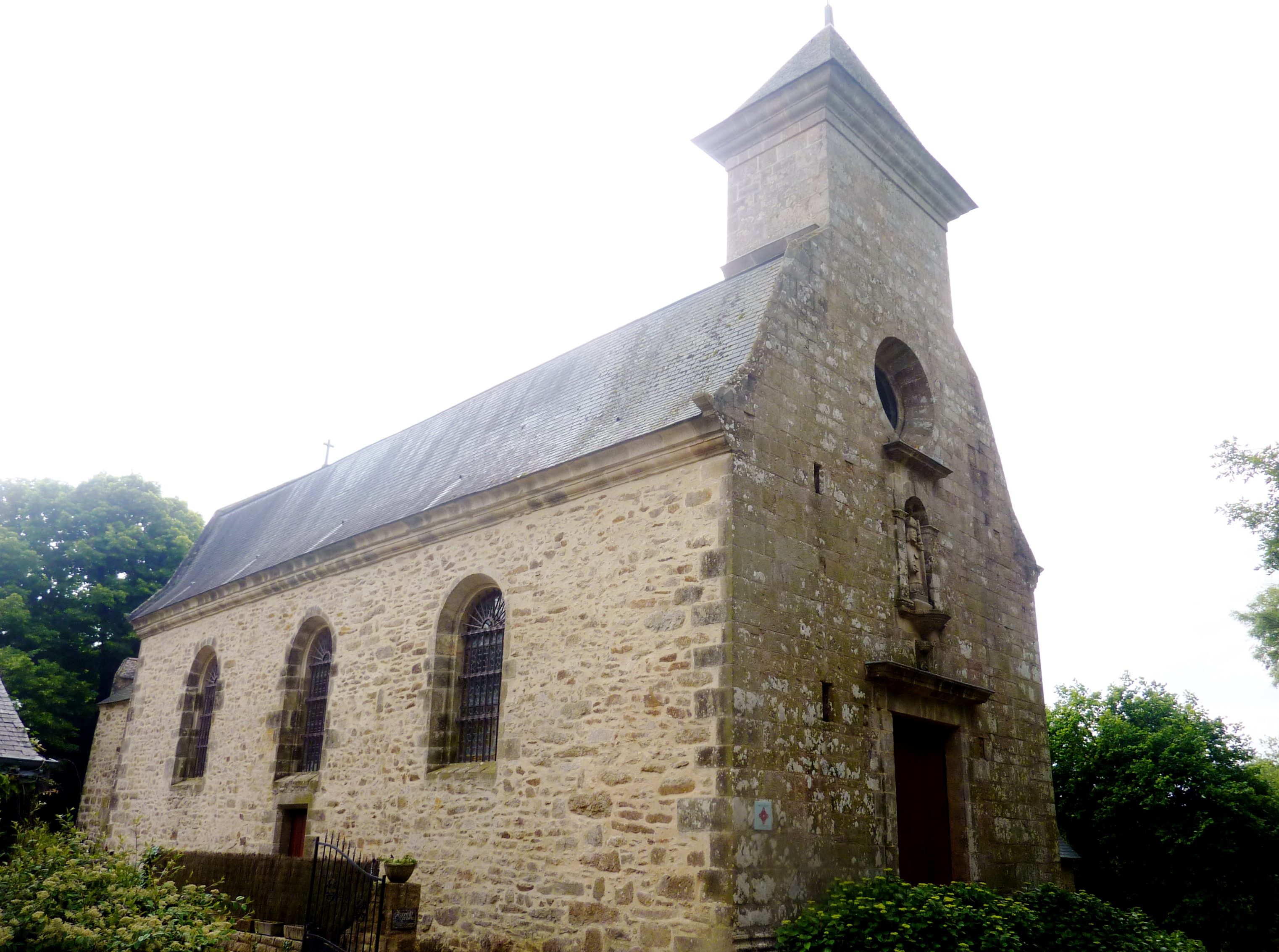
Chapelle Saint-Quirin : vue extérieure d'ensemble.
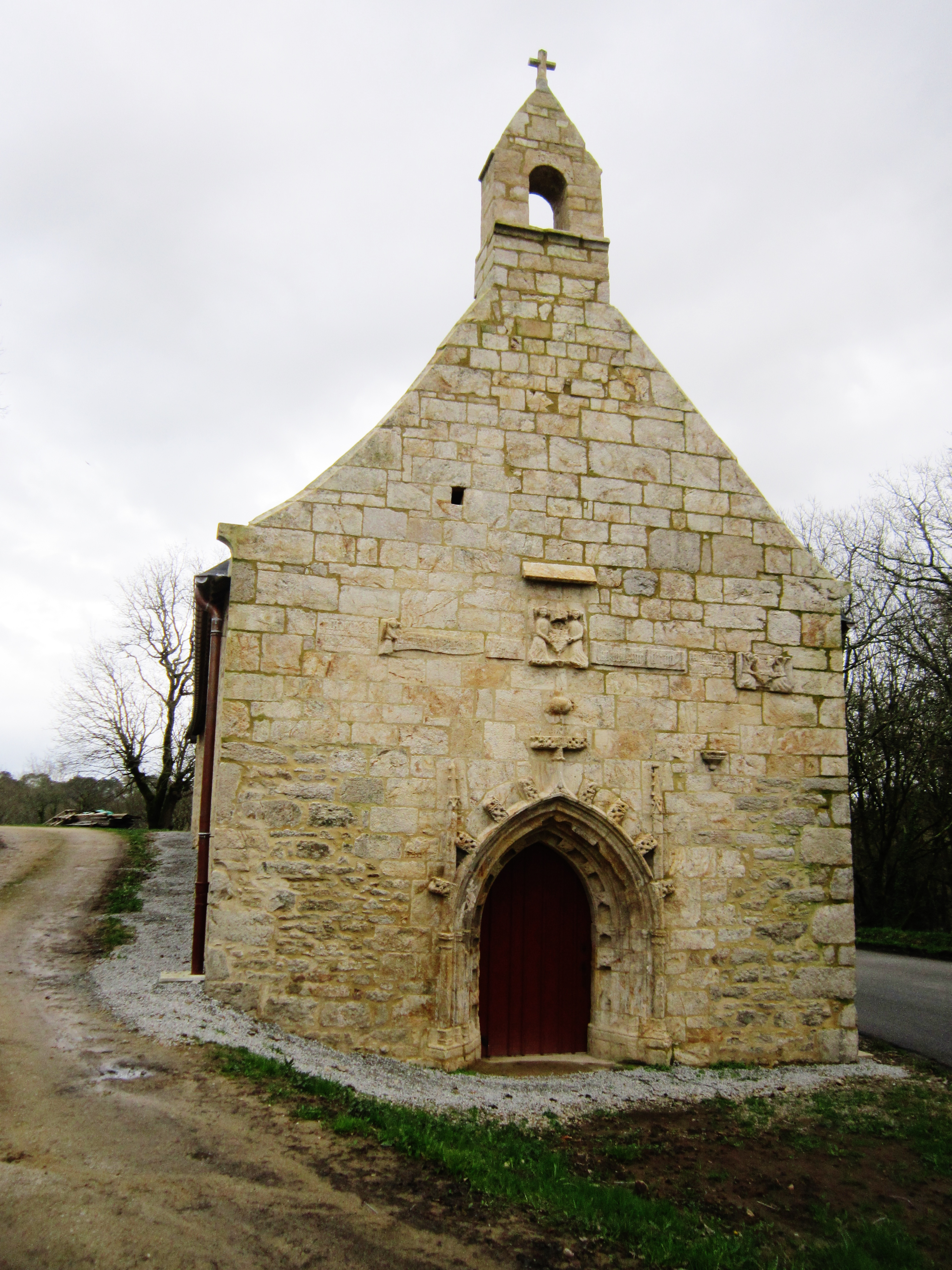
Chapelle Saint-Quirin : façade sud.
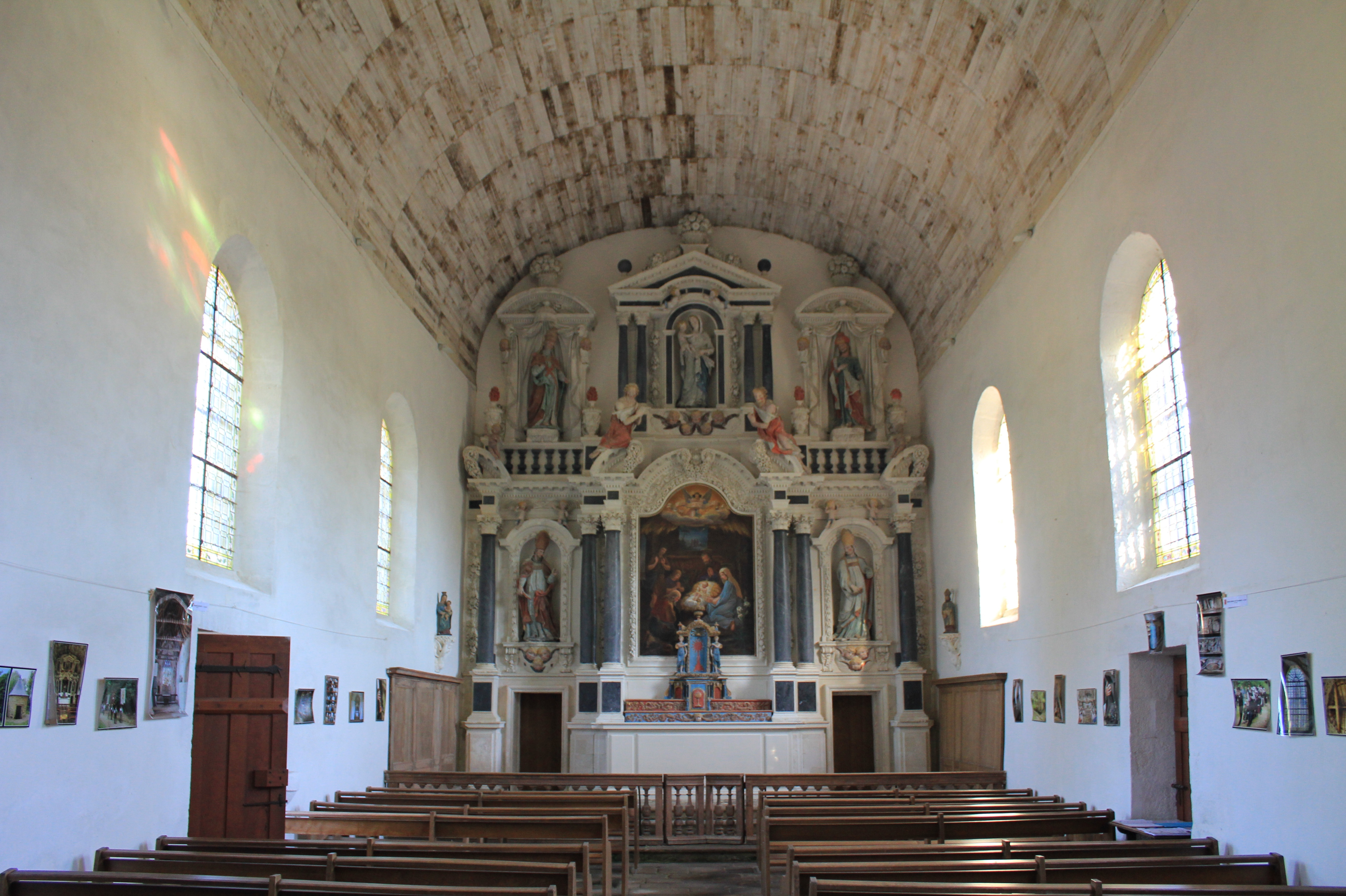
Chapelle Saint-Quirin : vue intérieure d'ensemble.
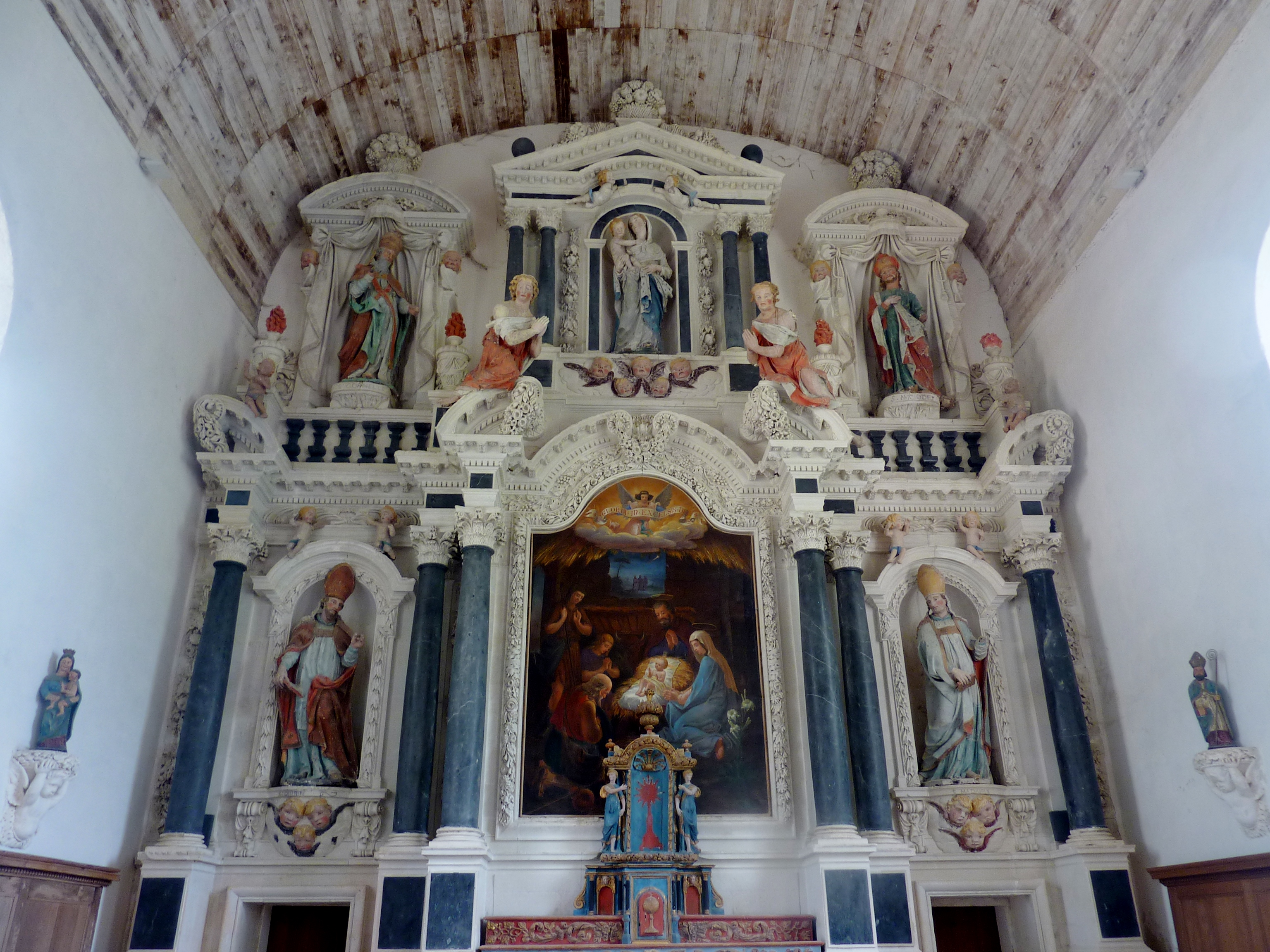
Chapelle Saint-Quirin : le retable

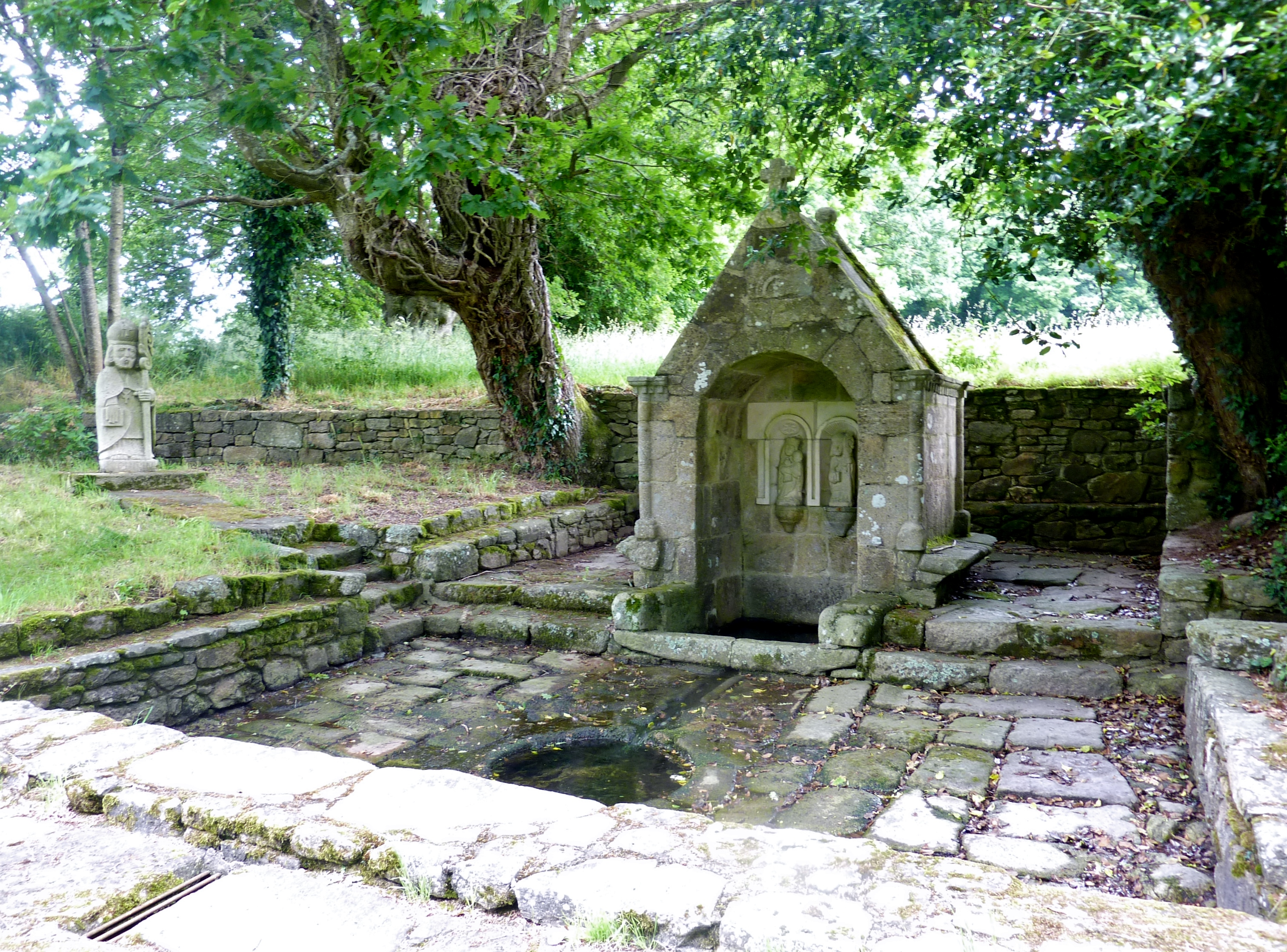
La fontaine Saint-Quirin : vue d'ensemble.
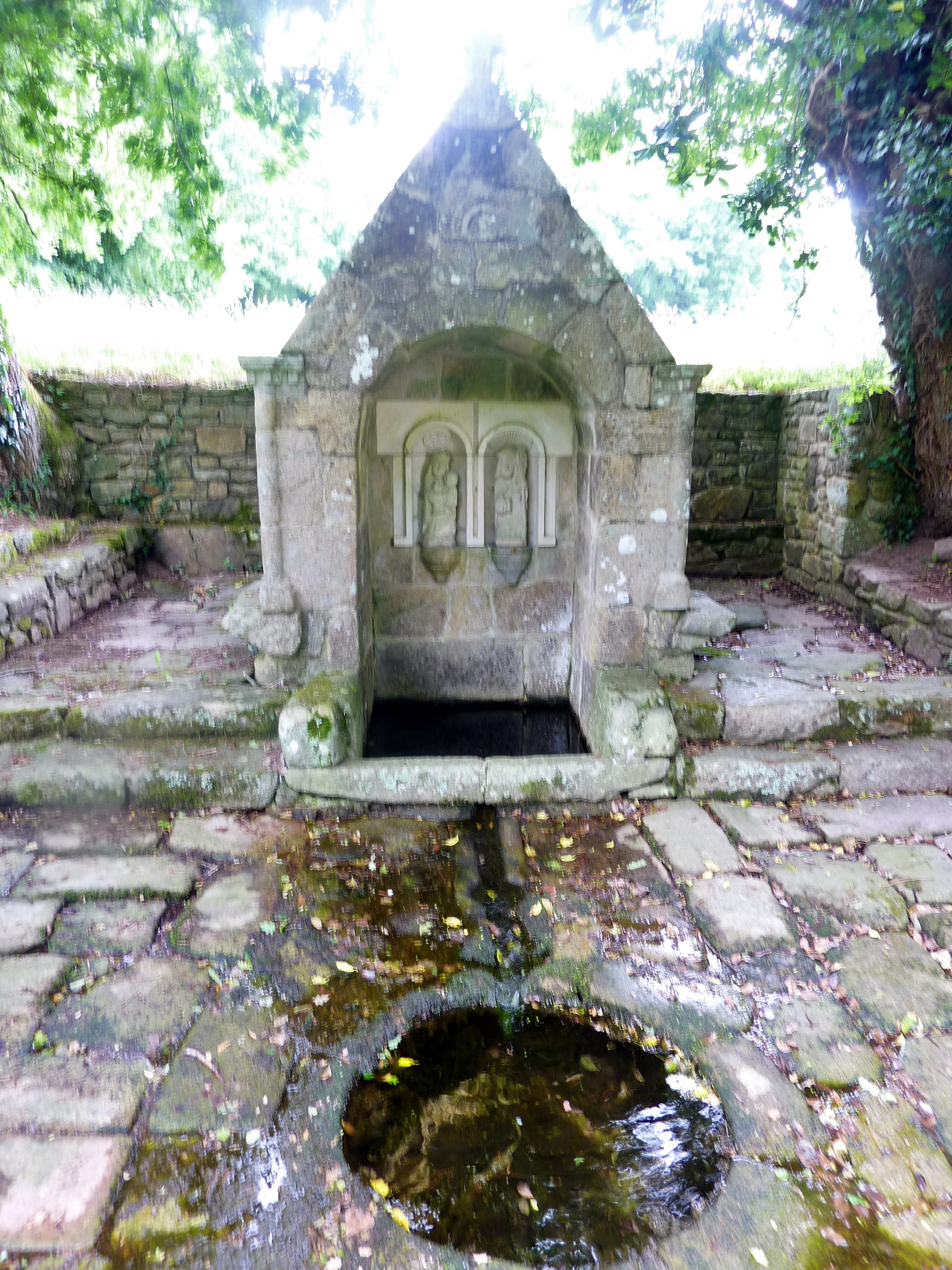
La fontaine Saint-Quirin avec son bassin rond servant aux ablutions des malades et deux statues de la Vierge et de saint Quirin dans sa niche.
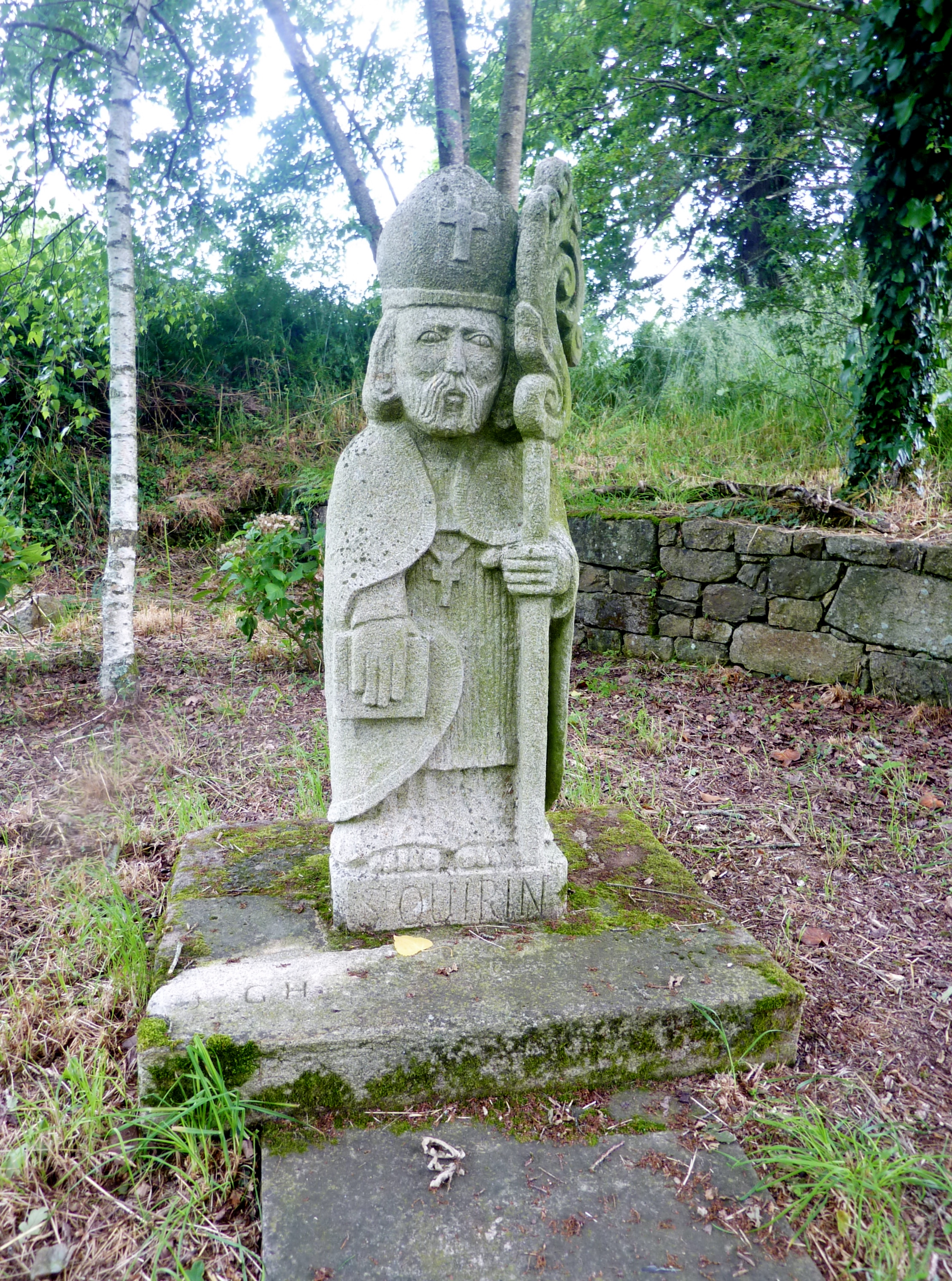
Statue de saint Quirin près de la fontaine Saint-Quirin.

La chapelle et son retable font l’objet d'un classement au titre des monuments historiques depuis le 9 septembre 1993.